# Risør
Risør ( ? i  escolteu-ne la pronunciació en noruec) és un municipi situat al comtat d'Agder, Noruega. Té 6.920 habitants (2016) i té una superfície de 193.02 km². El centre administratiu del municipi és el poble homònim.
Risør és famós per les seves atraccions turístiques, com ara el festival de vaixells de fusta que es porta a terme durant la primera setmana d'agost cada any. També té una creixent reputació com la capital regional de les arts i oficis, que culmina al «festival Villvin» durant les vacances d'estiu.